# 49.º governo da Monarquia Constitucional
O 49.º governo da Monarquia Constitucional, também conhecido como a segunda fase do 10.º governo do Rotativismo, e do 23.º desde a Regeneração, nomeado a 18 de agosto de 1898 e exonerado a 25 de junho de 1900, foi presidido por José Luciano de Castro.
A sua constituição era a seguinte:
| Cargo                                                                                 | Detentor | Detentor                                      | Período                                      |
| ------------------------------------------------------------------------------------- | -------- | --------------------------------------------- | -------------------------------------------- |
| Presidente do Conselho de Ministros                                                   |          | José Luciano de Castro (1834–1914)            | 18 de agosto de 1898 a 25 de junho de 1900   |
| Ministro e Secretário de Estado dos Negócios do Reino                                 |          | José Luciano de Castro (1834–1914)            | 18 de agosto de 1898 a 25 de junho de 1900   |
| Ministro e Secretário de Estado dos Negócios Eclesiásticos e de Justiça               |          | José de Alpoim (1858–1916)                    | 18 de agosto de 1898 a 25 de junho de 1900   |
| Ministro e Secretário de Estado dos Negócios da Fazenda                               |          | Manuel Afonso de Espregueira (1835–1917)      | 18 de agosto de 1898 a 25 de junho de 1900   |
| Ministro e Secretário de Estado dos Negócios da Fazenda                               |          | António Eduardo Vilaça (interino) (1852–1914) | 18 de agosto de 1898 a 4 de setembro de 1898 |
| Ministro e Secretário de Estado dos Negócios da Guerra                                |          | Sebastião Teles (1847–1921)                   | 18 de agosto de 1898 a 25 de junho de 1900   |
| Ministro e Secretário de Estado dos Negócios da Marinha e Ultramar                    |          | António Eduardo Vilaça (1852–1914)            | 18 de agosto de 1898 a 25 de junho de 1900   |
| Ministro e Secretário de Estado dos Negócios Estrangeiros                             |          | Francisco da Veiga Beirão (1841–1916)         | 18 de agosto de 1898 a 25 de junho de 1900   |
| Ministro e Secretário de Estado dos Negócios das Obras Públicas, Comércio e Indústria |          | Elvino de Brito (1851–1902)                   | 18 de agosto de 1898 a 25 de junho de 1900   |